# Zaragoza Hurricanes 2019
Questa voce raccoglie le informazioni riguardanti gli Zaragoza Hurricanes nelle competizioni ufficiali della stagione 2019.

## Roster
| Roster degli Zaragoza Hurricanes (2019) |
| --- |
| Quarterback - 2 Samuel Margarit Villarroya - 43 Héctor Lorente Iniesta Running Back - 18 David Santed Morte - 24 Borja Vilella Franc - 28 Daniel Lorente Sancho Wide Receiver - 11 Pedro Saenz Ferichola - 12 Jorge Zurdo Blancas - 89 Alejandro Duato Bosor Offensive Linemen - 54 Adrián Jaime Estepa OL/DE - 65 Samuel Alconchel Moreno OL/DL - 66 Ignacio Guimera Góez OL/DL - 69 Adrián Genzor Gracia OL/DL - 70 Héctor Muñoz Del Pozo OL/DL - 71 Daniel Roc López OL/DL Defensive Linemen - 50 Juan Simón Nieto DE - 79 Hugo Juan Arnaiz García DE Linebacker - 5 Hugo Barcos Romera - 55 Alejandro Seyyat Kaymak Algara - 74 Javier Raimundo Jiménez Rodríguez Defensive Back - 4 David Lahoz Eslamdoost - 7 Alejandro Amores González - 9 Ángel Darío Latre Pulido - 29 Hugo Sánchez Catalán - 32 Jesús Murillo Domínguez - 35 David Rodríguez Busto - 42 Gabriel Gil Loshuertos Special Team Coaching staff Isaac Buján Andrés (HC) · Jesús Sánchez Sanvicente (DC) |

## LNFA Serie A 2019

### Stagione regolare
| Sa Vileta-Son Rapinya 19 gennaio 2019, ore 16:30 | Mallorca Voltors | 14 – 7 referto | Zaragoza Hurricanes | Polideportivo Municipal de Son Moix |

| Badalona 3 febbraio 2019, ore 11:30 | Badalona Dracs | 54 – 0 referto | Zaragoza Hurricanes | Campo de fútbol Pomar |

| Saragozza 10 febbraio 2019, ore 12:30 | Zaragoza Hurricanes | 0 – 27 referto | Valencia Firebats | Campo de Rugby David Cañada |

| Gijón 23 febbraio 2019, ore 15:00 | Gijón Mariners | 9 – 12 referto | Zaragoza Hurricanes | Complejo Deportivo Las Mestas |

| Saragozza 3 marzo 2019, ore 12:00 | Zaragoza Hurricanes | 8 – 45 referto | Mallorca Voltors | Campo de Rugby David Cañada |

| Saragozza 17 marzo 2019, ore 12:00 | Zaragoza Hurricanes | 0 – 60 referto | Badalona Dracs | Campo de Fútbol el Olivar |

| Valencia 24 marzo 2019, ore 17:00 | Valencia Firebats | 27 – 7 referto | Zaragoza Hurricanes | Estadio Municipal Jardín del Turia |

| Saragozza 7 aprile 2019, ore 12:00 | Zaragoza Hurricanes | 45 – 0 referto | Santiago Black Ravens | Campo de Rugby David Cañada |

### Playoff
| 14 aprile 2019 | Badalona Dracs | 49 – 0 | Zaragoza Hurricanes |  |

## XXIV Copa de España

### Fase a eliminazione diretta
| 9 novembre 2019, ore 15:00 | Camioneros de Coslada | 37 – 6 | Zaragoza Hurricanes |  |

## Statistiche di squadra
| Competizione           | %Vittorie | In casa | In casa | In casa | In casa | In casa | In casa | In trasferta | In trasferta | In trasferta | In trasferta | In trasferta | In trasferta | Totale | Totale | Totale | Totale | Totale | Totale |
| Competizione           | %Vittorie | G       | V       | N       | P       | Pf      | Ps      | G            | V            | N            | P            | Pf           | Ps           | G      | V      | N      | P      | Pf     | Ps     |
| ---------------------- | --------- | ------- | ------- | ------- | ------- | ------- | ------- | ------------ | ------------ | ------------ | ------------ | ------------ | ------------ | ------ | ------ | ------ | ------ | ------ | ------ |
| LNFA Stagione regolare | .250      | 4       | 1       | 0       | 3       | 53      | 132     | 4            | 1            | 0            | 3            | 26           | 104          | 8      | 2      | 0      | 6      | 79     | 236    |
| LNFA Playoff           | .500      | 0       | 0       | 0       | 0       | 0       | 0       | 1            | 0            | 0            | 1            | 0            | 49           | 1      | 0      | 0      | 1      | 0      | 49     |
| Coppa                  | .000      | 0       | 0       | 0       | 0       | 0       | 0       | 1            | 0            | 0            | 1            | 6            | 37           | 1      | 0      | 0      | 1      | 6      | 37     |
| Totale                 | .200      | 4       | 1       | 0       | 3       | 53      | 132     | 6            | 1            | 0            | 5            | 32           | 190          | 10     | 2      | 0      | 8      | 85     | 322    |